# Адам Лундквіст
Адам Лундквіст (швед. Adam Lundqvist, нар. 20 березня 1994) — шведський футболіст, півзахисник клубу «Геккен».

## Клубна кар'єра
У дорослому футболі дебютував 2010 року виступами за команду «Нючепінг» з четвертого за рівнем дивізіону Швеції, взявши участь у 7 матчах чемпіонату.
У 2011 році Лундквіст перейшов в «Ельфсборг», але перші два сезони грав за молодіжну команду, потрапивши до першої команди лише влітку 2013 року. 25 вересня 2013 року в матчі проти клубу «Броммапойкарна» він дебютував у Аллсвенскан лізі. 17 серпня 2014 року в поєдинку проти «Кальмара» Адам забив свій перший гол за «Ельфсборг». У 2014 році він допоміг клубу завоювати Кубок Швеції. Наразі встиг відіграти за команду з Буроса 65 матчів у національному чемпіонаті.

## Виступи за збірні
Виступав за юнацькі збірні різних вікових категорій, з 2014 року став гравцем молодіжної збірної.
2016 року захищав кольори олімпійської збірної Швеції на Олімпійських іграх 2016 року у Ріо-де-Жанейро.
6 січня 2016 року дебютував в офіційних іграх у складі національної збірної Швеції в товариському матчі проти збірної Естонії (1:1), в якому вийшов в основному складі і в перерві був замінений на Па Конате. Наразі провів у формі головної команди країни 2 матчі.

## Досягнення
- Володар Кубка Швеції: 2013/14, 2024/25